# Двухцветная летяга
Двухцветная летяга (также пёстрая летяга; лат. Hylopetes alboniger) — вид млекопитающих из семейства беличьих. Видовое название лат. alboniger означает «чёрно-белый».

## Описание
Длина тела пёстрой летяги 17,5−24,7 см, хвост может достигать примерно такой же длины — 17,2−22,7 см. Длина ступни от 36 до 45 мм, длина уха от 27 до 36 мм. Вес варьируется между 200 и 270 г.
Окраска задней части тела красновато-коричневая, боковые стороны, лапы и верхняя сторона хвоста бывают тёмно-серыми и чёрными. Брюхо кремового цвета, горло белое, щёки серые.

## Распространение
Вид распространён в Южной и Юго-Восточной Азии. Животные обитают в центральной и северной областях Непала, в Бутане, на северо-востоке Индии и в Бангладеш. Также представлены несколькими подвидами в Китае. Встречаются в Мьянме, на севере Таиланда, в Лаосе, Камбодже и Южном Вьетнаме.
Они живут на высоте 1500−3400 метров над уровнем моря, в Гималаях — до 4000 метров.

## Образ жизни
Как и все стрелохвостые летяги, двухцветные активны только ночью. День они проводят в дуплах.
Питаются эти животные фруктами, орехами, листьями и другими растительными продуктами.

## Размножение
Спаривание происходит в период с апреля по середину июня. Самки обычно рожают двух-трёх детёнышей.